# Нехен
Нехен (егип. Nḫn), Иераконполь, Гиераконполь (‘Ιεράϰων πόλις, в переводе с др.-греч. — «город коршунов»); Ком-эль-Ахмар (масри الكوم الأحمر, DMG el-Kōm el-Aḥmar «Красный Курган») — комплекс древнеегипетских памятников на западном берегу Нила в Верхнем Египте, ок. 80 км к югу от Луксора, севернее Эдфу, напротив культового центра богини Нехбет — города Эль-Каб.
Религиозный и политический центр Верхнего Египта в конце Доисторического Египта (ок. 3200—3100 годы до н. э.), а также, возможно в начале Раннего царства (ок. 3100—2686 годы до н. э.). Здесь была найдена палетка Нармера, а также древнейшая из известных гробниц (ок. 3500—3200 годы до н. э.) герзейской культуры с расписными стенами.

## Описание
Религиозный и политический центр Верхнего Египта конца додинастической эпохи и времени первых династий. Столица III верхнеегипетского нома того же названия (Нехен), культовый центр сокологолового бога Гора Нехенского, которому здесь был выстроен один из самых древних египетских храмов. Храм оставался важным культовым местом даже после того, как сам город потерял значение центра государства. Первое поселение датируется временем Некада I или непосредственно предшествующим ему позднебадарийским периодом. Во время своего расцвета, имевшего место около 3400 г. до н. э., город насчитывал от 5000 до 10 000 жителей.

## Археология
Исследование этого места началось уже в 1798 году египетской экспедицией Наполеона Бонапарта. Первые раскопки проведены в конце XIX столетия английскими археологами Джеймсом Квибеллом и Ф. У. Грином. В так называемом основном схоронении храма в Нехене они нашли важные додинастические артефакты, в том числе церемониальную палетку Нармера и навершие булавы царя Скорпиона. Среди древних сооружений следует выделить «форт», построенный царём Хасехемуи. Представляет собой площадку, окружённую массивной кирпичной стеной, и по мнению учёных не имеет никаких военных функций, а связана скорее всего с проведением царских ритуалов. Подобные сооружения найдены также в Абидосе.
В 1981 году, а затем в 1984 году Барбара Адамс и Уолтер Фэирсёрвис проводили раскопки в Нехене. После смерти Майкла А. Хоффмана в 1990 году Адамс и Рене Фридман стали соруководителями раскопок в Иераконполе, продолжавшиеся до 1996 года. Адамс обнаружены ранее неизвестные погребальные маски и статуи в натуральную величину.
Форт был возведён на месте додинастических погребений, и их раскопки, равно как и действия грабителей, серьёзно повредили его стены, что могло привести к их катастрофическому обрушению. На протяжении 2005—2006 годов реставраторы из археологической миссии Рене Фридмана проводят работы по стабилизации существующей структуры форта и укрепляют опасные участки новой кирпичной кладкой.
В 2009 году в Нехене археологические раскопки выявили свидетельства древнейшего зоопарка, датируемого приблизительно 3500 годом до н. э. Здесь были представлены животные: гиппопотамы, слоны, конгони, бабуины и дикие коты.

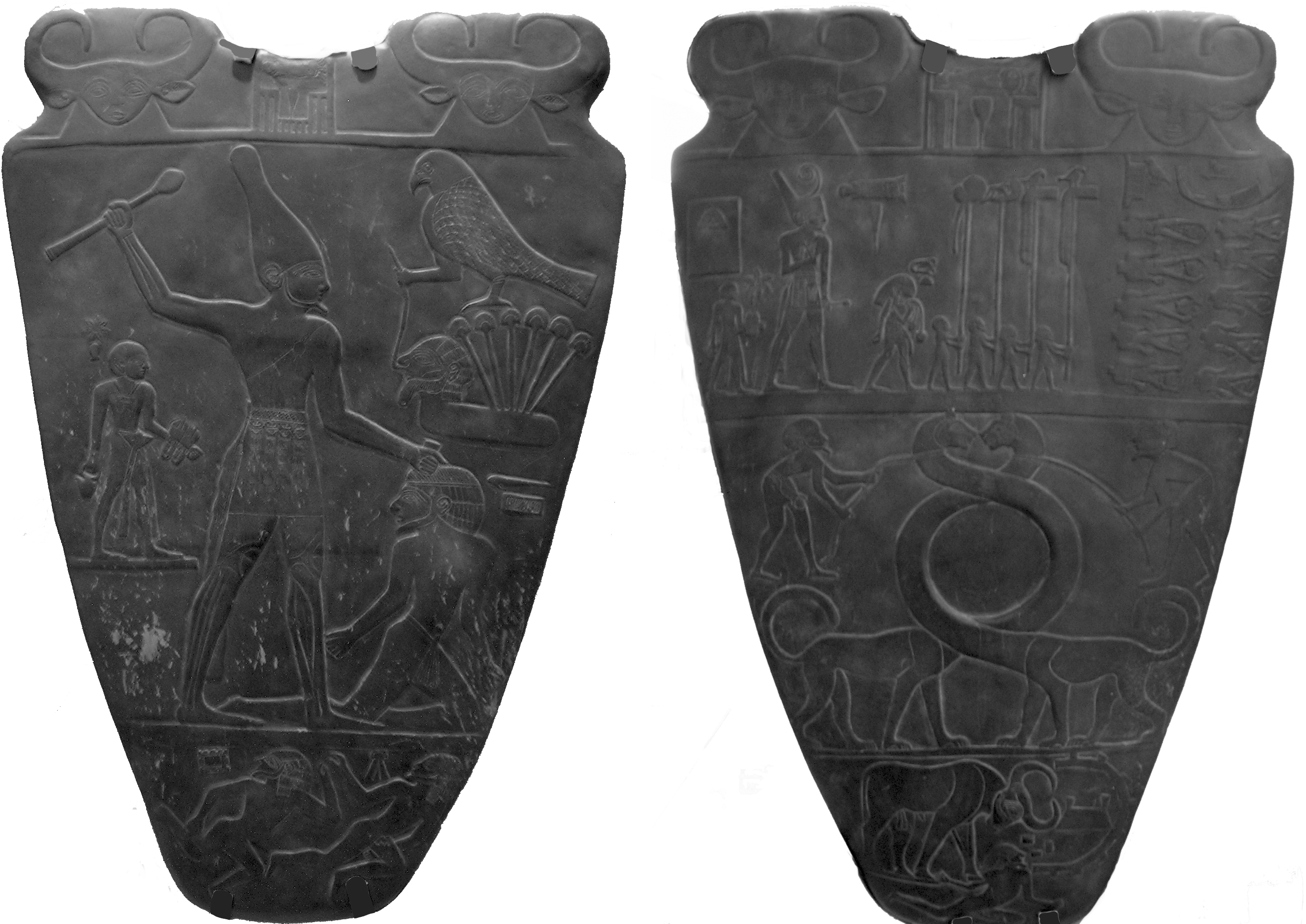
Палетка фараона Нармера. Каирский музей
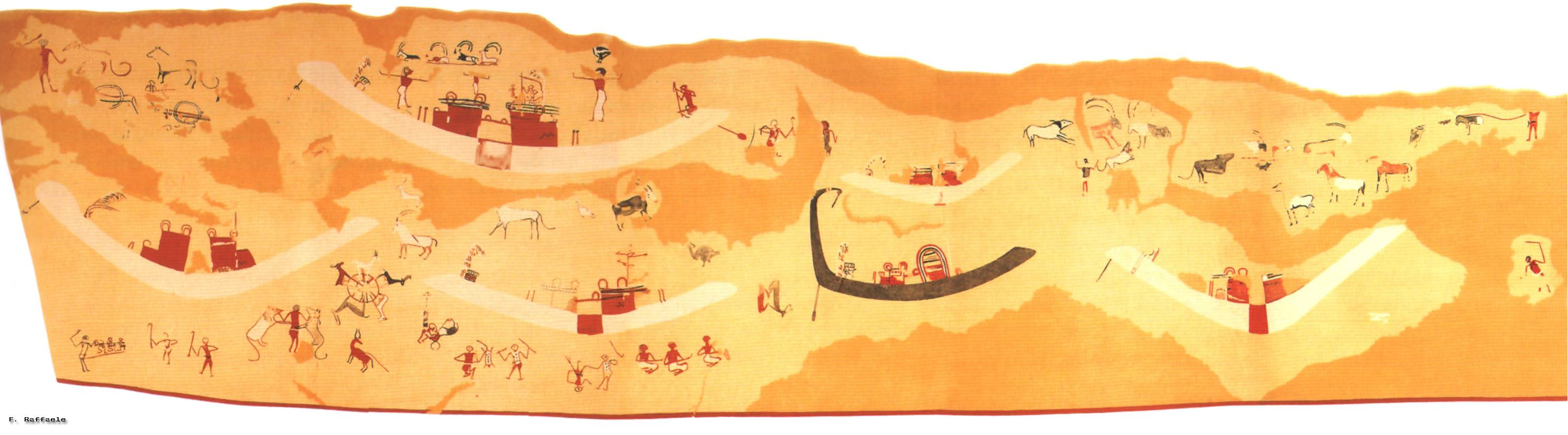
Фрагмент росписи из гробницы № 100, Нехен. Каирский египетский музей
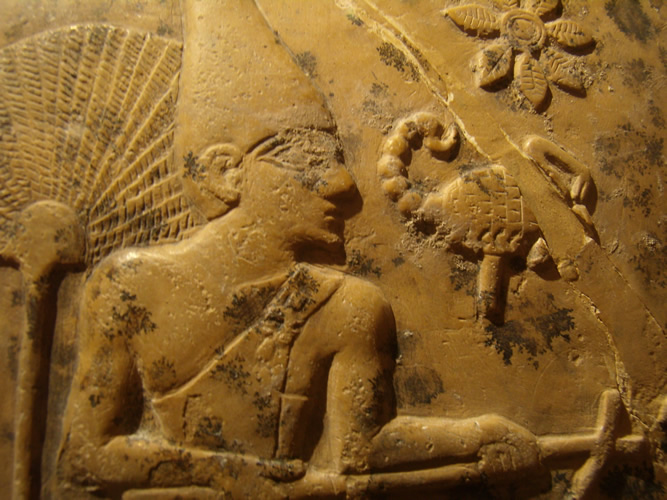
Деталь рельефа булавы «Скорпиона» II с его изображением, найдена в Нехене/Иераконполе (музей Ашмола).